# Jan Krukowiecki
Jan Graf Krukowiecki (* 15. Dezember 1772 in Lwow; † 17. April 1850 in Popień, Raum Rogów ) war ein polnischer General und in der Endphase des Novemberaufstandes zeitweise polnischer Regierungschef mit diktatorischen Vollmachten.

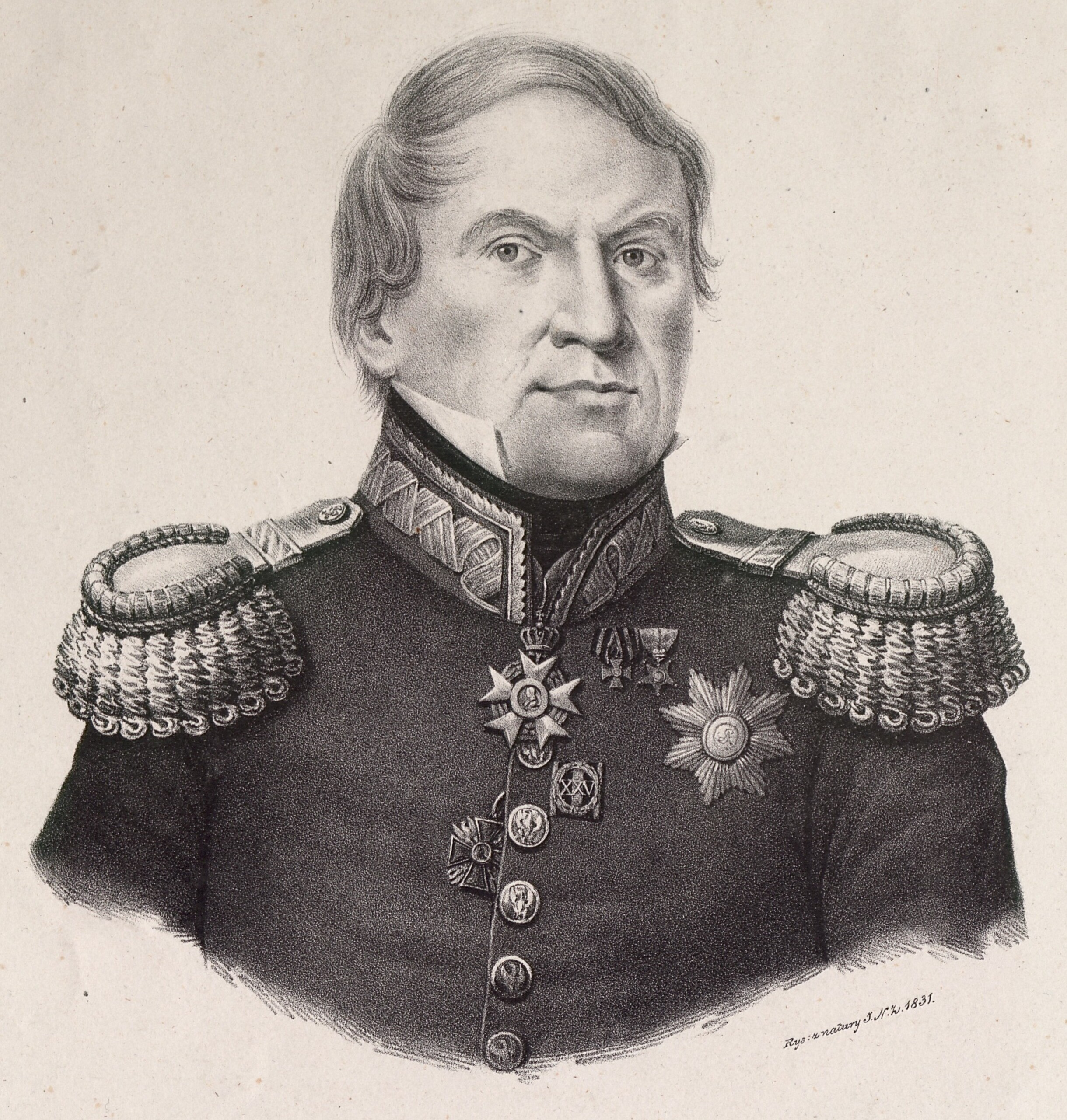
Jan Krukowiecki

## Leben
Er wurde am Theresianum in Wien ausgebildet und trat in die österreichische Armee ein. In jungen Jahren war er in zahlreiche Duelle verwickelt. Zeitweise war er Adjutant von Dagobert Sigmund von Wurmser. Aus Protest gegen die Niederschlagung des Kościuszko-Aufstands trat er aus der Armee aus.
In der napoleonischen Zeit trat er der französischen Armee beziehungsweise der des Großherzogtums Warschau bei und nahm an verschiedenen Feldzügen teil. Er wurde während des Russlandfeldzuges mit der Ehrenlegion ausgezeichnet und zum Général de brigade befördert. Während der Völkerschlacht von Leipzig (Oktober 1813) führte er die 18. leichte Kavallerie-Brigade. Im Jahr 1814 wurde er von Alexander I. mit verschiedenen diplomatischen Missionen betraut. In Kongresspolen diente er in der polnischen Armee. 
Nach dem Beginn des Novemberaufstandes bewarb er sich zunächst vergeblich um den Posten des Oberbefehlshabers der Aufständischen. Stattdessen wurde er zum General und zum Divisionskommandanten befördert. Als solchem gelangen ihm einige militärische Erfolge. Er war auch an der Schlacht bei Grochów beteiligt.
Wegen Konflikten mit anderen führenden Aufständischen verlor er den aktiven Kommandoposten und wurde stattdessen zum Gouverneur von Warschau. Als solcher sorgte er erfolgreich für die Sicherung der öffentlichen Ordnung und für die Befestigung der Stadt. Weil er einen anderen General nach einer Niederlage der Aufständischen beleidigte, musste er seinen Posten niederlegen. In der Folge beteiligte er sich in der „Bewegungspartei“. Nach den Warschauer Unruhen am 15. August 1831 wurde er erneut zum Generalgouverneur Warschaus ernannt und stellte die Ordnung wieder her.
Nach dem Ende der Regierung unter Adam Jerzy Czartoryski ließ Krukowiecki das Parlament von Truppen umstellen. Er zwang die Abgeordneten zur Änderung der Regierung. Anstelle eines Kollegialorgans aus fünf Mitgliedern, trat ein Präses mit verantwortlichen Ministern. Am 17. August wählten ihn die Landboten (Mitglieder der zweiten Kammer des Sejm) zum Präses der Regierung. Er verfügte über fast diktatorische Vollmachten und war de facto auch Oberbefehlshaber. Er hat aber versucht alle politischen Strömungen einzubinden und ernannte daher Minister aus den verschiedenen Lagern.  
Die Verteidigung der Stadt gegen die Russen gelang ihm nicht, und er musste sich ergeben. Zuvor war er wegen seiner Bereitschaft zu Verhandlungen mit den Russen bereits für abgesetzt erklärt worden. Nachfolger als Leiter der nunmehr weitgehend machtlosen Regierung wurde Bonawentura Niemojowski. Krukowiecki wurde von den Siegern nach Sibirien verbannt. Später durfte er nach Polen zurückkehren und lebte als Privatier.